# Žebrácký roh

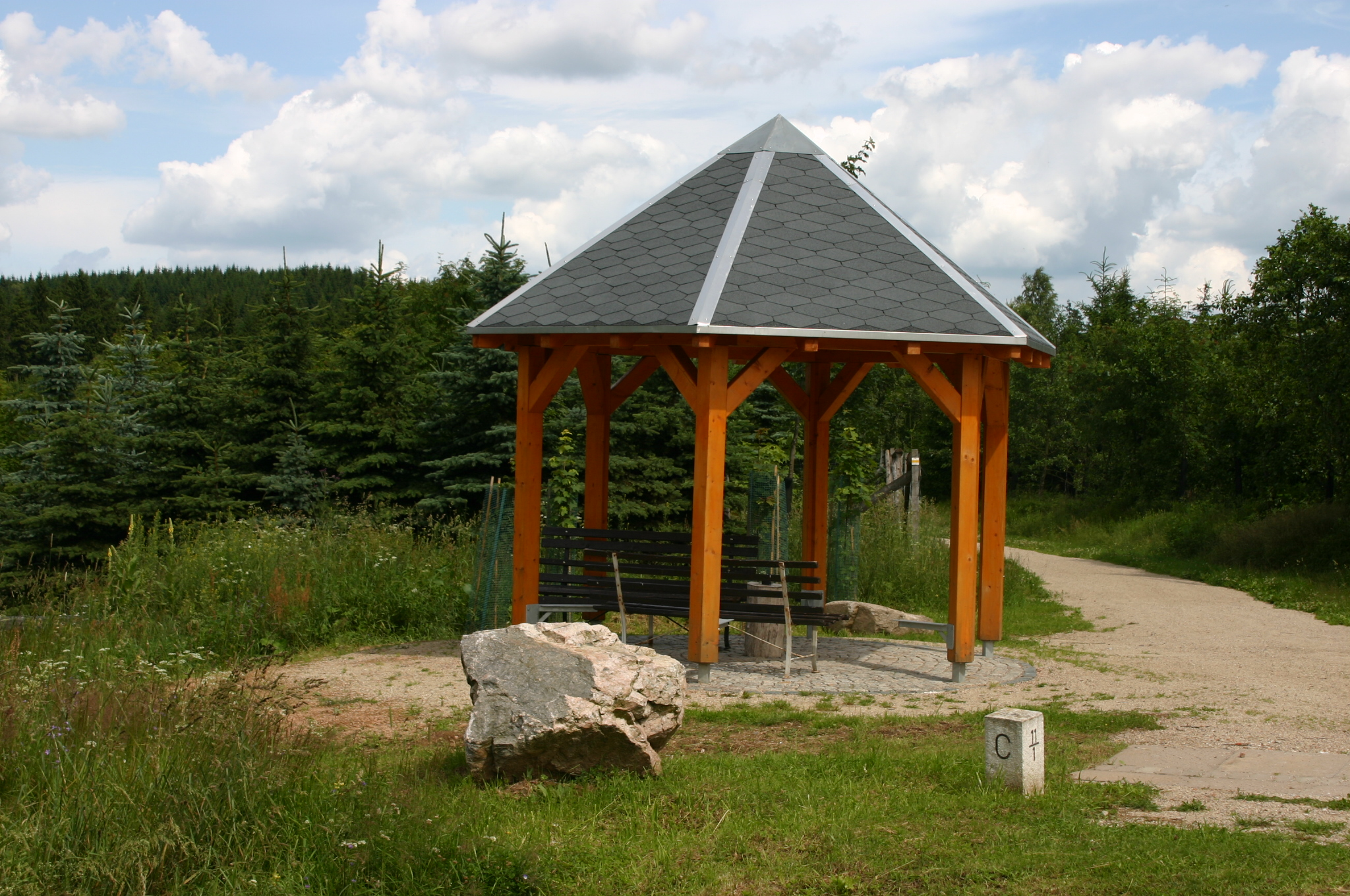
Pavillon seit 2008

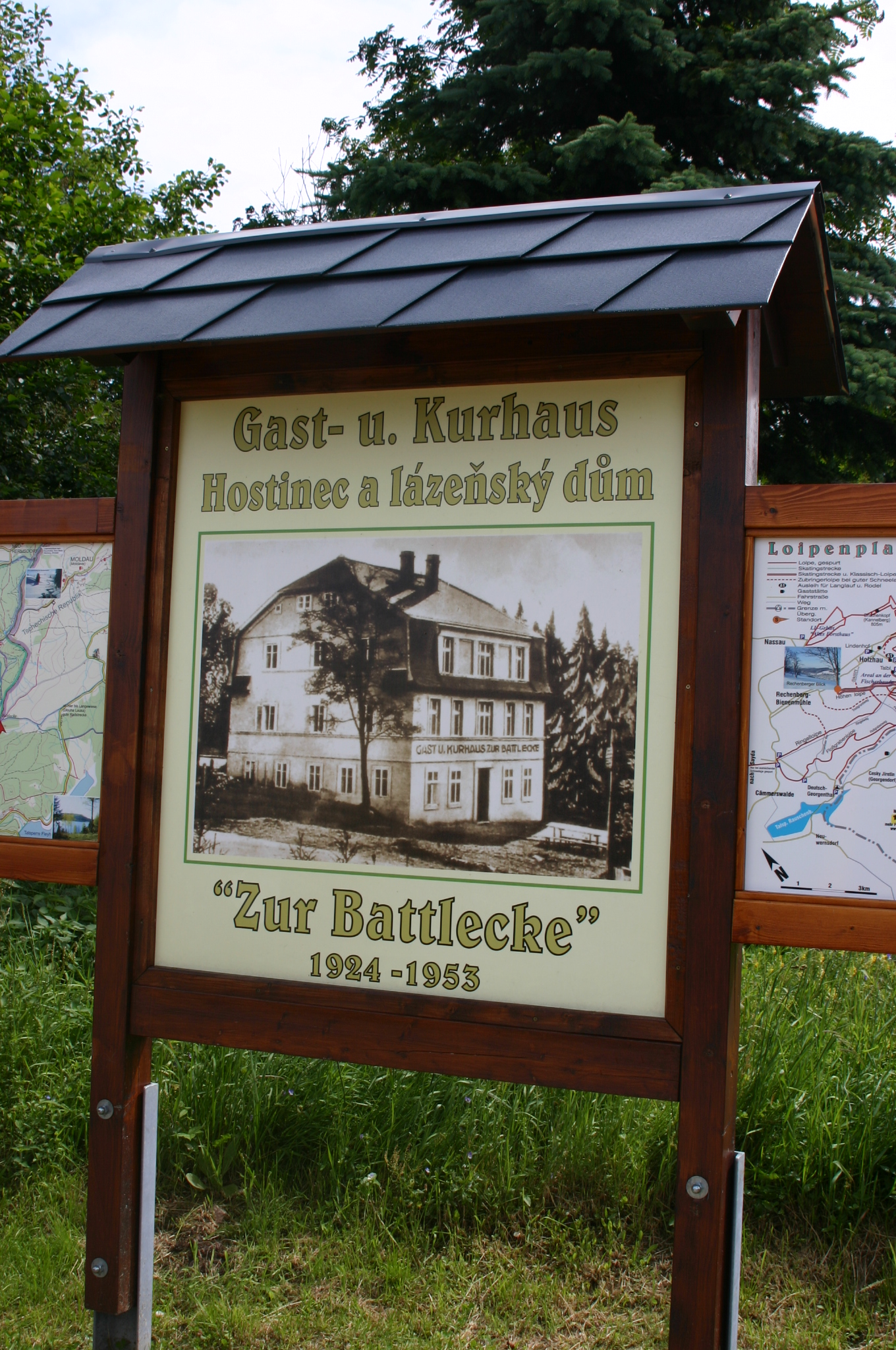
Schautafel zum ehemaligen Gast- und Kurhaus Zur Battlecke

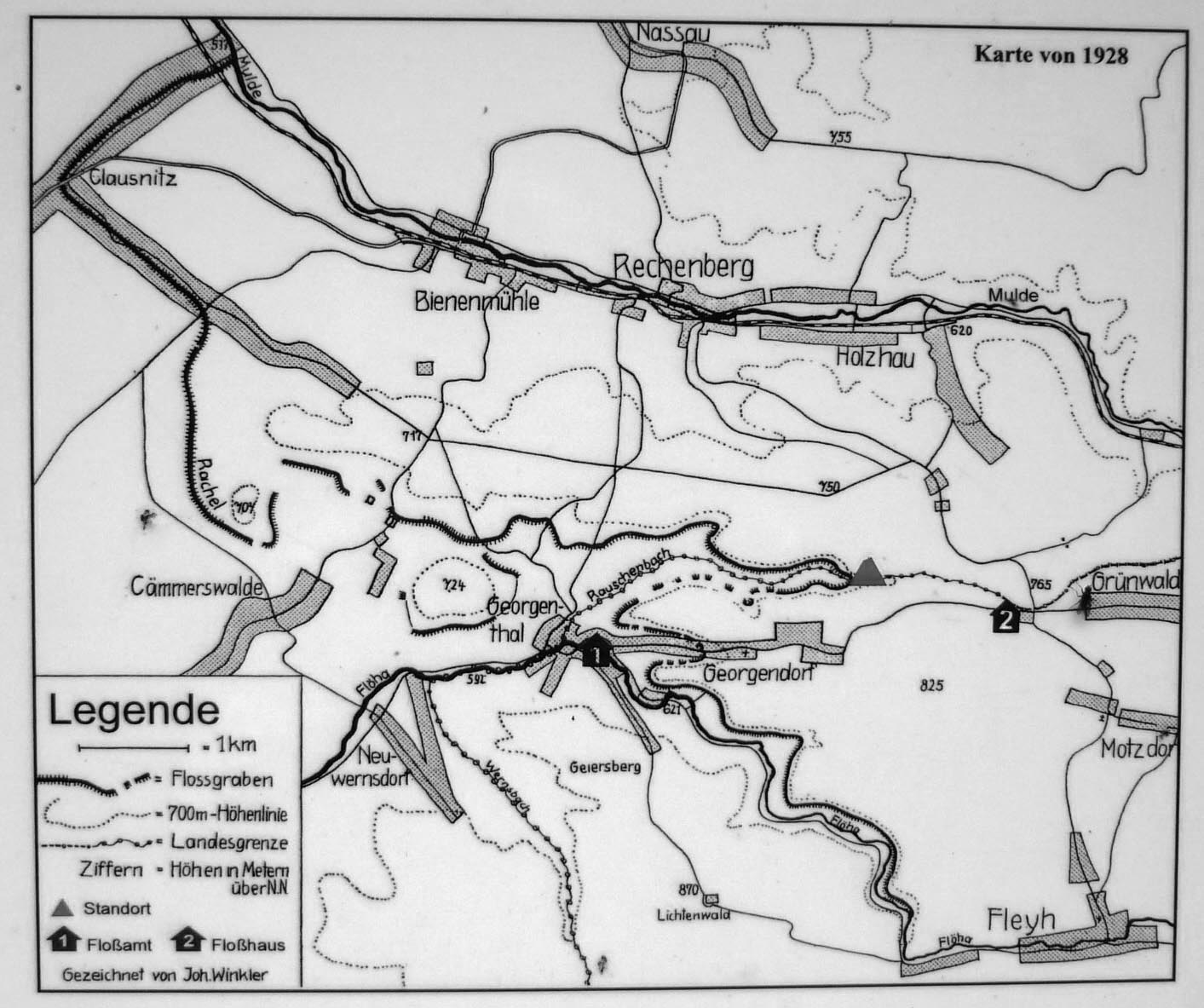
Karte der Neugrabenflöße, das Floßhaus am Betteleck ist mit 2 gekennzeichnet

Žebrácký roh (deutsch Betteleck, auch Battleck, Battlecke bzw. Battelecke) ist eine Wüstung auf dem Kamm des Osterzgebirges in Tschechien. Die Häusergruppe befand sich in 770 Metern Höhe am Südrand des Fischerwaldes an einem Wegekreuz unmittelbar an der deutschen Grenze. Ihre Fluren liegen auf dem Gebiet der Stadt Osek an der Gemarkungsgrenze zwischen Mackov und Pastviny.

## Geographie
Žebrácký roh befand sich auf einem Pass an der Kreuzung der Straßen von Mackov nach Rechenberg und von Nové Město nach Český Jiřetín. Nördlich erhebt sich die Steinkuppe (806 m), im Nordosten der Hirschhübel (750 m), östlich der Nad Křížkem (Steinhübel, 857 m), im Süden die Kamenná (Steinberg, 838 m) und die Puklá skála (Sprengberg, 840 m) sowie westlich der Jilmový vrch (Ilmberg, 826 m). Östlich entspringt der Hirschbach und südlich der Bystrý potok (Rauschenbach).
Nachbarorte waren Holzhau im Norden, Teichhaus und Moldava im Nordosten, Pastviny im Osten, Mackov und Vilejšov im Südosten, Fláje im Süden, Horní Ves und Český Jiřetín sowie Clausnitz und Rechenberg-Bienenmühle im Nordosten.

## Geschichte
Der von Ossegg über den Erzgebirgskamm nach Rechenberg führende Ossegger Steig wurde wahrscheinlich im 11. Jahrhundert durch die Herren von Hrabischitz als Ausgangspunkt ihrer Besiedlung des Erzgebirgskammes und Gründung der Herrschaften Sayda, Purschenstein und Rechenberg in der Markgrafschaft Meißen angelegt. Borso von Riesenburg ließ 1341 einen neuen Handelsweg von Ossegg über Riesenberg, Langewiese, Strassburg und Grünwald anlegen, der auf dem Pass den Ossegger Steig erreichte und auf diesem nach Rechenberg und Frauenstein weiterführte. Dieser Handelsweg nach Sachsen verlor am Übergang vom 15. zum 16. Jahrhundert seine Bedeutung.
Im Jahre 1583 ließ die Stadt Freiberg auf böhmischem Gebiet ein Oberflößzahlamt für die Holzflößerei auf der Freiberger Mulde errichten. Von diesem volkstümlich als Lohnhaus bezeichneten Gebäude leitet sich auch der Name der Einschicht ab; die Flößer und Holzfäller mussten öfters um die Auszahlung ihres spärlichen Lohnes betteln. Zugleich wurde auch eine Unterkunft für auswärtige Holzfäller und Tagelöhner angelegt, die meisten der Beschäftigten kamen jedoch aus den umliegenden Dörfern Grünwald, Ullersdorf, Motzdorf und Willersdorf. Nach dem zwischen 1624 und 1629 erfolgten Bau der Neugrabenflöße diente das Lohnhaus zugleich als Floßhaus der Neugrabenflöße. Außerdem stand am Betteleck ein böhmisches Zollhaus, der sächsische Zoll wurde in der Fischerbaude in Oberholzhau eingenommen. Im Jahre 1923 entstand die Ausflugsgaststätte Zur Battlecke. Des Weiteren gab es in der Siedlung einen Laden für Grenztouristen.
Der Grenzübergang wurde nach dem Zweiten Weltkrieg geschlossen. 1953 wurde die Häusergruppe im Zuge der Errichtung der Grenzzone abgerissen und Teil des Sperrgebietes. Im Jahre 1961 wurde das Žebrácký roh nach der Aufhebung der Grenzsperrung zur DDR von tschechoslowakischer Seite wieder für Wanderer zugänglich. Der Grenzübergang für Touristen wurde im Jahre 2007 eröffnet. Im Jahre 2008 entstand am Žebrácký roh ein hölzerner Schutzpavillon, außerdem wurden durch die Gemeinde Deutschgeorgenthal zweisprachige Informationstafeln aufgestellt.